# Кішак Назарій Миколайович
Назарій Миколайович Кішак (нар. 25 березня 1992, с. Черемхів, Івано-Франківська обл.) — український військовослужбовець, капітан Збройних Сил України, командир 91-го окремого протитанкового батальйону (з січня 2025 року). У минулому — спортсмен, майданівець, ветеран АТО/ООС, засновник кількох патріотичних організацій. Одружений .

## Життєпис
Народився 25 березня 1992 року в селі Черемхів Івано-Франківської області. Навчався у Делятинському навчально-виховному комплексі, згодом у Чернівецькому професійному ліцеї залізничного транспорту, який закінчив у 2011 році. Вищу освіту здобув у Національній академії внутрішніх справ за спеціальністю «Право» (бакалавр, 2021) та в Університеті Короля Данила за тією ж спеціальністю (магістр, 2025). 
З дитинства займався тайським боксом та змішаними бойовими єдиноборствами. Був тренером, організовував змагання, підтримував ветеранів через спорт, сприяв створенню секцій змішаних бойових мистецтв (ММА) в Івано-Франківську, засновник ліги ARMY MMA .

### Революція Гідності та АТО
Учасник Революції Гідності. З початком війни на Донбасі добровільно вступив до батальйону особливого призначення «Івано-Франківськ» при УМВС, де служив з 2014 по 2019 рік. Брав участь у боях на Маріупольському напрямку, в Авдіївці та Мар’їнці.
У 2019–2020 роках працював в управлінні патрульної поліції. 2020 року повернувся до цивільного життя та став радником міського голови Івано-Франківська з питань безпеки та правопорядку. 

### Повномасштабне вторгнення РФ
Після початку повномасштабного вторгнення очолив добровольче формування Івано-Франківської територіальної громади, що згодом стало основою взводу кулеметників у 72 ОМБр .
У 2023 році вступив до Військової академії в Одесі, після завершення навчання отримав звання молодшого лейтенанта та став командиром кулеметного взводу 72 ОМБр. У 2024 році очолив роту розвідки у 153 ОМБр. 
У травні 2024 року зведений підрозділ на базі роти розвідки та інших частин під його командуванням був відправлений на Харківський напрямок, де виконував бойові завдання до грудня того ж року. 
25 грудня 2024 року зведений підрозділ був виведений із Харківської області та увійшов до складу 91 окремого протитанкового батальйону, а Назарій Кішак разом зі своїм заступником Романом Мигалем очолив цей батальйон.

## Участь у бойових діях
Війна на сході України (АТО/ООС):
- Маріупольський напрямок
- Авдіївка
- Мар’їнка

Повномасштабне вторгнення:
- Чорнобильська зона
- Вуглегірська ТЕС
- Кодема, Зайцеве
- Бої за Бахмут
- Бої за Вугледар, Павлівка (Волноваський район)
- Курщина
- Бої за Вовчанськ, бої за Харків
- Українка, Ясенове, Срібне, Тарасівка (Донецька область)

## Нагороди та відзнаки
- Орден Богдана Хмельницького III ступеня (1 квітня 2025) — за особисту мужність, виявлену у захисті державного суверенітету та територіальної цілісності України, самовіддане виконання військового обов'язку[3].
- Відзнака Міністерства оборони України «Вогнепальна зброя» Glock-17[4]
- Відзнака Командувача Сухопутних військ «Холодна зброя»
- Відзнака Головнокомандувача ЗСУ «Срібний хрест»[5]
- Відзнака Президента України «За участь в антитерористичній операції»
- Пам'ятна медаль «За визволення Куп'янської територіальної громади» від Куп'янської військової адміністрації
- Орден святого Архістратига Михаїла II ступеня від Православної церкви України
- Знак народної пошани «Гідність та воля»
- Медаль «За оборону Маріуполя»
- Відзнака РНБО України «Захиснику України»
- Відзнака Міністерства оборони України «За сприяння Збройним Силам України»
- Відзнака Президента України «За оборону України»
- Відзнака Івано-Франківської обласної ради «Лицар бойового чину»
- Відзнака командира ОТУ «Харків» «Хоробре серце»
- Відзнака Командувача ОК «Північ» «За сумлінну службу»